# 林涛 (1971年)
林涛（1971年7月—），男，广东揭阳人，在职研究生学历，法学博士。中華人民共和國政治人物。

## 生平
林涛长期在广东省工作，曾任汕尾市委常委、宣传部部长，市人民政府党组副书记、常务副市长，广东省贸促会党组书记、会长，河源市委副书记，市人民政府党组书记、市长等职。2021年6月，任中共河源市委书记、市人大常委会党组书记、市人大常委会主任。
2023年7月，任广东省人民政府副省长。2024年9月，获国务院任命为中华人民共和国国务院副秘书长。